# Lenin Montenegro
Pour les articles homonymes, voir Montenegro.
Montenegro  Farinango est un nom espagnol. Le premier nom de famille, en général paternel, est Montenegro ; le second, en général maternel, souvent omis, est Farinango.
Lenin Montenegro Farinango, né le 29 septembre 2000 à Cayambe, est un coureur cycliste équatorien. Il évolue au sein de l'équipe Banco Guayaquil Ecuador.

## Palmarès et résultats

### Palmarès par année
- 2018
  -  Médaillé de bronze du championnat panaméricain du contre-la-montre juniors
- 2019
  -  Champion d'Équateur du contre-la-montre espoirs
- 2021
  - 5e étape du Tour de l'Équateur[1],[2]
- 2022
  -  Champion d'Équateur sur route espoirs
  -  Champion d'Équateur du contre-la-montre espoirs

### Classements mondiaux
| Année            | 2021 |
| ---------------- | ---- |
| UCI America Tour | 343e |